# Lechriolepis anomala
Lechriolepis anomala är en fjärilsart som beskrevs av Butler 1880. Lechriolepis anomala ingår i släktet Lechriolepis och familjen ädelspinnare. Inga underarter finns listade i Catalogue of Life.